# Cut Bank (Montana)
Cut Bank – miasto w Stanach Zjednoczonych, w stanie Montana, siedziba administracyjna hrabstwa Glacier.